# Funktionstangent

Funktionstangenterna på det amerikanska PC-tangentbordet är markerade med orange färg.

En funktionstangent är en tangent på ett tangentbord anslutet till en dator eller terminal som kan programmeras till att få ett operativsystems kommandotolk eller applikationsprogram att utföra särskilda funktioner. På vissa tangentbord/datorer kan funktionstangenterna ha standardfunktioner som är tillgängliga redan vid påslagning.
Funktionstangenter på en terminal kan generera fixa korta skrivteckensekvenser, ofta inledda med escape-tecknet (ASCII-kod 27). Hos några terminaler kan teckensekvenserna konfigureras genom att skicka speciella teckensekvenser till terminalen. På ett vanligt datortangentbord kan funktionstangenterna generera en fix enkel kod utanför den vanliga ASCII-teckenföljden, som sedan översätts till en annan konfigurerbar teckensekvens av tangentbordets drivrutin eller tolkas direkt av applikationsprogrammet. Funktionstangenter kan ha (förkortade) namn på sina funktioner tryckta på dem eller bredvid dem, eller ha det vanliga "F-nummer" utförandet.

## Funktionstangenter på diverse datorer och terminaler
- Apple Macintosh: Mac OS stödde systemutökningar som var kända som FKEYS. Dessa kunde installers i Systemmappen och gick att komma åt med tangentkombinationen Kommando-Shift-(nummer). Till exempel var Kommando-Shift-3 skärmdumpsfunktionen, som var del av Mac OS, installerad som en FKEY). Tidiga Macintoshtangentbord hade dock inga egentliga funktionstangenter. Efter att Apple Extended Keyboard blev introducerad med Macintosh II blev funktionstangenter tillgängliga för Macintoshanvändare, även om de inte blev standard förrän mitten av 1990-talet. Funktionstangenter har traditionellt inte varit en betydande del av Macintoshens användargränssnitt och används i allmänhet enbart i program som stöder funktionstangenter på andra plattformar. Dagens Macintoshtangentbord har speciella funtionstangenter för att styra ljudvolym. De allra senaste Macintoshtangentborden har 19 funktionstangenter, men tangenterna F1-F4 och F7-F12 har i standardläget funktioner som ljudvolym- och mediekontroll samt Exposé.
- VT100 terminaler hade  fyra funktionstangener (PF1, Alt key; PF2, help; PF3, menu; PF4, escape to shell) ovanför Numeriska tangentbordet
- IBM PC AT PS/2 (standard PC tangentbordet) hade F1 - F12 i fyra grupperingar.